# Dave Lowry
David John "Dave" Lowry, född 14 februari 1965, är en kanadensisk före detta professionell ishockeyspelare och aktiv ishockeytränare som tillbringade 19 säsonger i den nordamerikanska ishockeyligan National Hockey League (NHL), där han spelade för ishockeyorganisationerna Vancouver Canucks, St. Louis Blues, Florida Panthers, San Jose Sharks och Calgary Flames. Lowry producerade 351 poäng (164 mål och 187 assists) samt drog på sig 1 191 utvisningsminuter på 1 084 grundspelsmatcher. Han spelade också på lägre nivåer för Fredericton Express och Saint John Flames i American Hockey League (AHL), Peoria Rivermen i International Hockey League (IHL) och London Knights i Ontario Hockey League (OHL).
Lowry draftades i sjätte rundan i 1983 års draft av Vancouver Canucks som 110:e spelaren totalt.
Året efter att han avslutade sin aktiva karriär, blev han assisterande tränare åt Calgary Hitmen i Western Hockey League (WHL), ett jobb som han hade fram till 2007 när han blev befordrad till att bli tränare för laget. Han blev kvar på posten i två år tills NHL-organisationen Calgary Flames anställde honom som sin assisterande tränare. Den 12 april 2009 meddelade Flames att man hade gått skilda vägar med sin tränare Brent Sutter och att man inte hade för avsikt att förlänga Lowrys kontrakt. Den 19 juli samma år blev han utsedd som ny tränare för Victoria Royals i WHL. Den 16 september 2014 offentliggjorde Royals att man hade signerat ett nytt långtidskontrakt med Lowry.
Han är far till ishockeyspelaren Adam Lowry som spelar för Winnipeg Jets.

## Statistik
| 1981–1982  | Nepean Raiders      | OEMHL      | 60   | 50  | 64  | 114 | 46   | —   | —  | —  | —  | —   |
| 1982–1983  | London Knights      | OHL        | 42   | 11  | 16  | 27  | 48   | 3   | 0  | 0  | 0  | 14  |
| 1983–1984  | London Knights      | OHL        | 66   | 29  | 47  | 76  | 125  | 8   | 6  | 6  | 12 | 41  |
| 1984–1985  | London Knights      | OHL        | 61   | 60  | 60  | 120 | 94   | 8   | 6  | 5  | 11 | 10  |
| 1985–1986  | Vancouver Canucks   | NHL        | 73   | 10  | 8   | 18  | 143  | 3   | 0  | 0  | 0  | 0   |
| 1986–1987  | Vancouver Canucks   | NHL        | 70   | 8   | 10  | 18  | 176  | —   | —  | —  | —  | —   |
| 1987–1988  | Vancouver Canucks   | NHL        | 22   | 1   | 3   | 4   | 38   | —   | —  | —  | —  | —   |
|            | Fredericton Express | AHL        | 46   | 18  | 27  | 45  | 59   | 14  | 7  | 3  | 10 | 72  |
| 1988–1989  | St. Louis Blues     | NHL        | 21   | 3   | 3   | 6   | 11   | 10  | 0  | 5  | 5  | 4   |
|            | Peoria Rivermen     | IHL        | 58   | 31  | 35  | 66  | 45   | —   | —  | —  | —  | —   |
| 1989–1990  | St. Louis Blues     | NHL        | 78   | 19  | 6   | 25  | 75   | 12  | 2  | 1  | 3  | 39  |
| 1990–1991  | St. Louis Blues     | NHL        | 79   | 19  | 21  | 40  | 168  | 13  | 1  | 4  | 5  | 35  |
| 1991–1992  | St. Louis Blues     | NHL        | 75   | 7   | 13  | 20  | 77   | 6   | 0  | 1  | 1  | 20  |
| 1992–1993  | St. Louis Blues     | NHL        | 58   | 5   | 8   | 13  | 101  | 11  | 2  | 0  | 2  | 14  |
| 1993–1994  | Florida Panthers    | NHL        | 80   | 15  | 22  | 37  | 64   | —   | —  | —  | —  | —   |
| 1994–1995  | Florida Panthers    | NHL        | 45   | 10  | 10  | 20  | 25   | —   | —  | —  | —  | —   |
| 1995–1996  | Florida Panthers    | NHL        | 63   | 10  | 14  | 24  | 36   | 22  | 10 | 7  | 17 | 39  |
| 1996–1997  | Florida Panthers    | NHL        | 77   | 15  | 14  | 29  | 51   | 5   | 0  | 0  | 0  | 0   |
| 1997–1998  | Florida Panthers    | NHL        | 7    | 0   | 0   | 0   | 2    | —   | —  | —  | —  | —   |
|            | San Jose Sharks     | NHL        | 50   | 4   | 4   | 8   | 51   | 6   | 0  | 0  | 0  | 18  |
| 1998–1999  | San Jose Sharks     | NHL        | 61   | 6   | 9   | 15  | 24   | 1   | 0  | 0  | 0  | 0   |
| 1999–2000  | San Jose Sharks     | NHL        | 32   | 1   | 4   | 5   | 18   | 12  | 1  | 2  | 3  | 6   |
| 2000–2001  | Calgary Flames      | NHL        | 79   | 18  | 17  | 35  | 47   | —   | —  | —  | —  | —   |
| 2001–2002  | Calgary Flames      | NHL        | 62   | 7   | 6   | 13  | 51   | —   | —  | —  | —  | —   |
| 2002–2003  | Calgary Flames      | NHL        | 34   | 5   | 14  | 19  | 22   | —   | —  | —  | —  | —   |
|            | Saint John Flames   | AHL        | 22   | 3   | 6   | 9   | 16   | —   | —  | —  | —  | —   |
| 2003–2004  | Calgary Flames      | NHL        | 18   | 1   | 1   | 2   | 11   | 10  | 0  | 0  | 0  | 6   |
| NHL totalt | NHL totalt          | NHL totalt | 1084 | 164 | 187 | 351 | 1191 | 111 | 16 | 20 | 36 | 181 |
| AHL totalt | AHL totalt          | AHL totalt | 69   | 21  | 33  | 54  | 75   | 14  | 7  | 3  | 10 | 72  |
| IHL totalt | IHL totalt          | IHL totalt | 58   | 31  | 35  | 66  | 45   | —   | —  | —  | —  | —   |
| OHL totalt | OHL totalt          | OHL totalt | 169  | 100 | 123 | 223 | 267  | 19  | 12 | 11 | 23 | 65  |